# Austroniscus chelus
Austroniscus chelus är en kräftdjursart som beskrevs av Kaiser och Brandt 2007. Austroniscus chelus ingår i släktet Austroniscus och familjen Nannoniscidae. Inga underarter finns listade i Catalogue of Life.